# Домачевський стрій

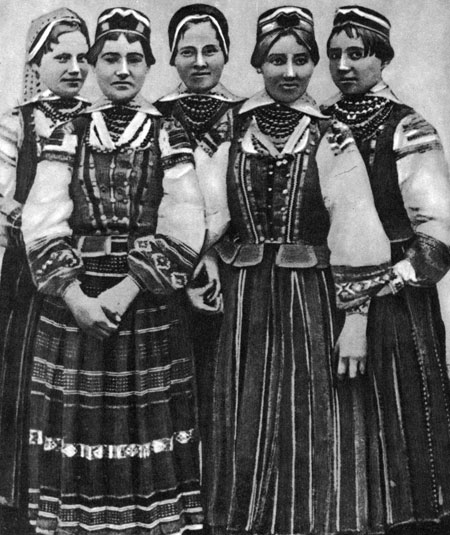
Домачевський стрій. Святкові сукні для дівчат і молодиць. Черськ. Берестейський район. 1910-ті роки

Домачевський стрій — традиційний комплекс білоруського народного вбрання на Західному Поліссі. Побутував в околицях смт Домачеве, на південному заході Берестейського та Малоритського районів (уздовж р. Буг), у Польщі (поблизу Володави) та в південно-західних районах Волинської області.

## Жіночий одяг
Жіночий костюм складався з сорочки, спідниці—рабака, фартуха, корсета. Сорочка мала широкий (12-15 см) відкладний комір, вишитий по краях. Завершений малиновий із прожилками чорного орнаменту плавних пунктирних смуг на плечовій вставці, верхній і нижній частині рукава. У нижньому візерунчастому шлаку рукава переважали орнаменти зірок, хрестів, зигзагів тощо під верхніми смугами. Спідниця та фартух (1-полкові) шили однаковим якісним та кольорово-орнаментальним рішенням домотканого напівшерстяного чи лляного полотна, випрасуваного у великі складки. Усе поле спідниці було заповнене червоними, зеленими, білими, синіми, чорними поздовжніми або поперечними смугами. Невід'ємною частиною костюма дітей, дівчат і підлітків був корсет (безрукавний корсет і корсет з рукавами — пальто). Жіночі корсети шили з блакитної тонкої вовни фабричного виробництва, спереду багато прикрашали різнокольорові стрічки, стрічки, ґудзики, декоративні рядки. Простішими були корсети з валяного (повстяного) домотканого темно-коричневого сукна. Головним убором одружених жінок є червоний капюшон (з бічними вушками і зубчиком над чолом), видимий край якого прикрашений мереживом, золотою стрічкою. Зверху на капюшон клали накрохмалену строкату хустку, згорнуту у валик.

## Чоловічий одяг
Чоловіки носили білу сорочку зі стоячим накрохмаленим коміром, підперезану вузьким тканим поясом, коричнево-сірі штани і корсет із рукавами або без рукавів (оздоблений крученим або плетеним різнокольоровим шнуром і стрічкою). Вони носили солом'яні капелюхи з чорною стрічкою.